# Phytomyza ranunculina
Phytomyza ranunculina är en tvåvingeart som beskrevs av Spencer 1963. Phytomyza ranunculina ingår i släktet Phytomyza och familjen minerarflugor. Inga underarter finns listade i Catalogue of Life.